# Língua osca
A língua osca, idioma dos oscos, é um ramo sabélico das línguas itálicas, que, por sua vez, é uma família pertencente ao indo-europeu e inclui o umbro, o latim e o falisco. Era falada em Sâmnio e em Campânia, assim como na Lucânia e em Abruzzo. Conhece-se o osco por inscrições datadas do século V a.C.. As inscrições oscas mais importantes são a Tábua Bantina e o Cippus Abellanus. O osco foi escrito não só nos alfabetos latino e grego, como também numa variedade do alfabeto etrusco.
Dialetos do osco incluem o samnita, o marrucino, o peligno, o vestino, o sabino e o marsigno.
O osco tinha muito em comum com o latim, apesar de haver também muitas diferenças pungentes. Muitos grupos de palavras latinas de natureza comum não eram encontrados no osco, sendo representados de maneiras inteiramente diferentes. Por exemplo, os vocábulos latinos volo, velle, volui, assim como outras formas proto-indo-europeias da raiz *wel ("desejar", "querer"), eram representadas por palavras derivadas de *gher ("desejar"): vide osco herest (ele/a quer, deseja) em contraste com a forma latina vult (de significado idêntico). A forma latina locus (local) não se encontrava no osco, sendo representada por slaagid (lugar).
Também na fonologia o osco mostrava diferenças do latim: 'p' no lugar do latim 'qu' (osco piss, latim quis); 'b' no lugar do latim 'v'; 'f' medial em contraste com latim 'b' ou 'd' (osco mefiai, latim mediae).
Considerado como o mais conservador de todas as línguas itálicas conhecidas, o idioma osco encontra rival apenas na língua grega no que diz respeito a herdar uma retenção do sistema vocálico com ditongos simplesmente intactos.

## Exemplo de texto osco (Cippus Abellanus)
ekkum[svaí píd herieset

trííbarak[avúm tereí púd

liímítú[m] pernúm [púís

herekleís fíísnú mefi[ú

íst, ehtrad feíhúss pú[s

herekleís fíísnam amfr

et, pert víam pússtíst

paí íp íst, pústin slagím

senateís suveís tangi

núd tríbarakavúm lí

kítud. íním íúk tríba

rakkiuf pam núvlanús

tríbarakattuset íúk trí

barakkiuf íním úíttiuf

abellanúm estud. avt

púst feíhúís pús físnam am

fret, eíseí tereí nep abel

lanús nep núvlanús pídum

tríbarakattíns. avt the

savrúm púd eseí tereí íst,

pún patensíns, múíníkad ta[n

ginúd patensíns, íním píd e[íseí

thesavreí púkkapíd ee[stit

a]íttíúm alttram alttr[ús

h]erríns. avt anter slagím

a]bellanam íním núvlanam

s]úllad víú uruvú íst. edú

e]ísaí víaí mefiaí teremen

n]iú staíet.